# Rafał Buszek
Rafał Buszek (28 de abril de 1987) é um voleibolista profissional polonês.

## Carreira
Rafał Buszek é membro da seleção polonesa de voleibol masculino. Em 2016, representou seu país nos Jogos Olímpicos de Verão no Rio de Janeiro, que ficou em 7º lugar.